# Strausberger Platz (métro de Berlin)
Strausberger Platz est une station de la ligne 5 du métro de Berlin. Elle est située à l'est de la place Strausberger, sous la Karl-Marx-Allee dans le quartier de Friedrichshain à Berlin en Allemagne.

## Situation sur le réseau

Plan du métro.

Établie en souterrain, Strausberger Platz est une station de passage de la Ligne 5 du métro de Berlin. Elle est située entre la station Schillingstraße, en direction du terminus ouest Hauptbahnhof, et la station Weberwiese, en direction du terminus est Hönow.
Elle dispose d'un quai central encadré par les deux voies de la ligne.

## Histoire
Strausberger Platz est mise en service le 21 décembre 1930 lors de l'ouverture à l'exploitation de la ligne E entre Alexanderplatz et Friedrichsfelde. Comme les autres stations voisines, elle est conçue par l'architecte Alfred Grenander. Elle présente un quai central d'une longueur de 121 m pour 9 m de large, encadré par les deux voies de circulation. Le milieu du quai est occupé par une enfilade de piliers métalliques qui soutiennent le plafond. En 2003, elle fait l'objet d'une rénovation qui a notamment pour objet de refaire le parement des parois en carreaux émaillés de couleur blanche avec une bande de carreaux d'une tonalité vert amande sur laquelle figure le nom de la station. Cette dernière couleur est également utilisée pour les piliers.
Le 7 mai 1944, la partie ouest de la station est la cible de frappes aériennes des alliés qui font s'effondrer le plafond. La circulation des rames est cependant maintenue entre Strausberger Platz et Alexanderplatz jusqu'au 23 avril 1945. Elle est ce jour-là une des dernières stations de métro berlinoises encore en service. La circulation normale reprend le 1er février 1946.

## Services aux voyageurs

### Accès et accueil
La station comprend cinq accès et est équipée d'ascenseurs pour faciliter notamment le déplacement des personnes à mobilité réduite.

### Desserte
Strausberger Platz est desservie par les rames circulant sur la ligne 5 du métro.

Installations et desserte
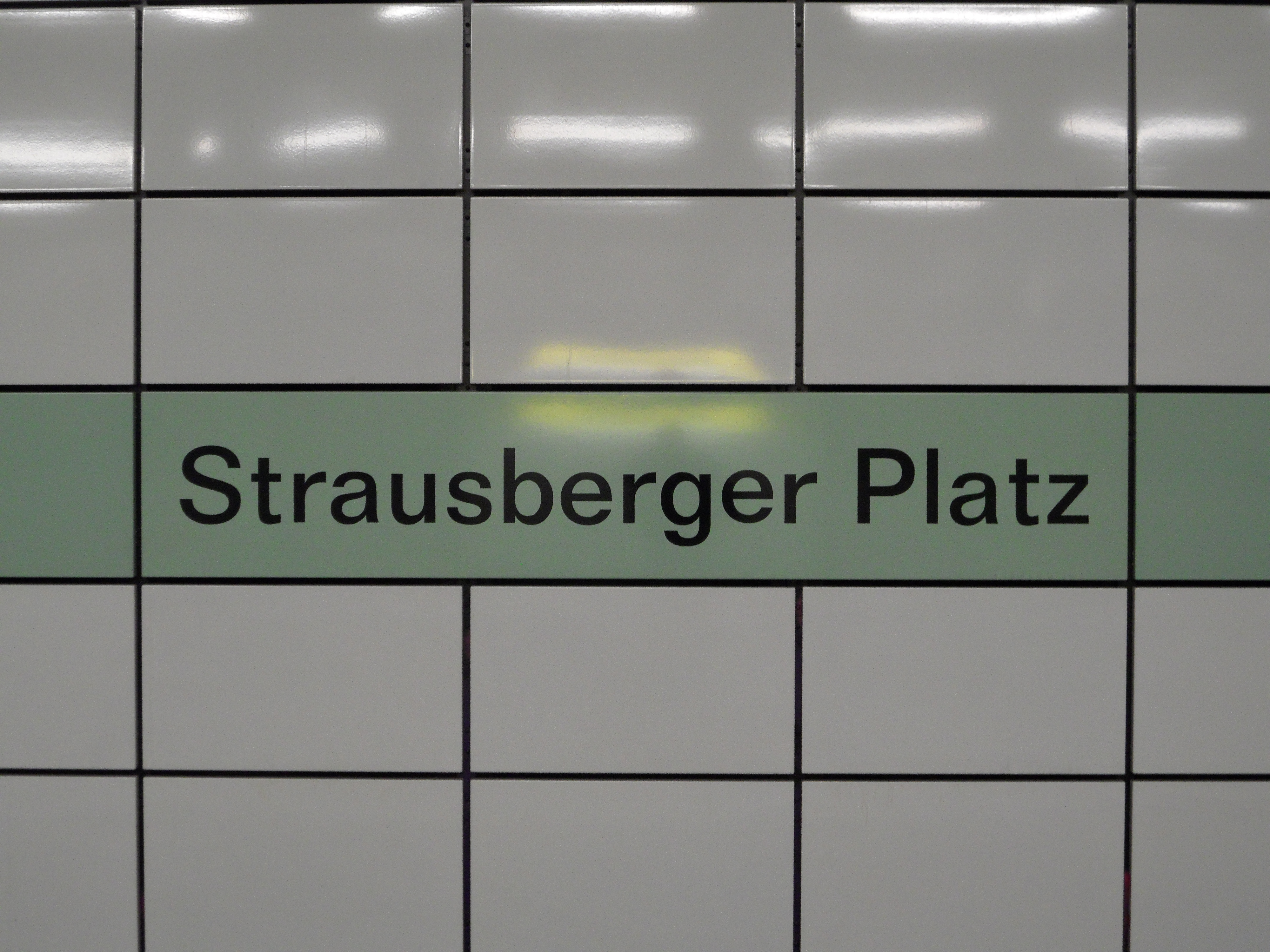
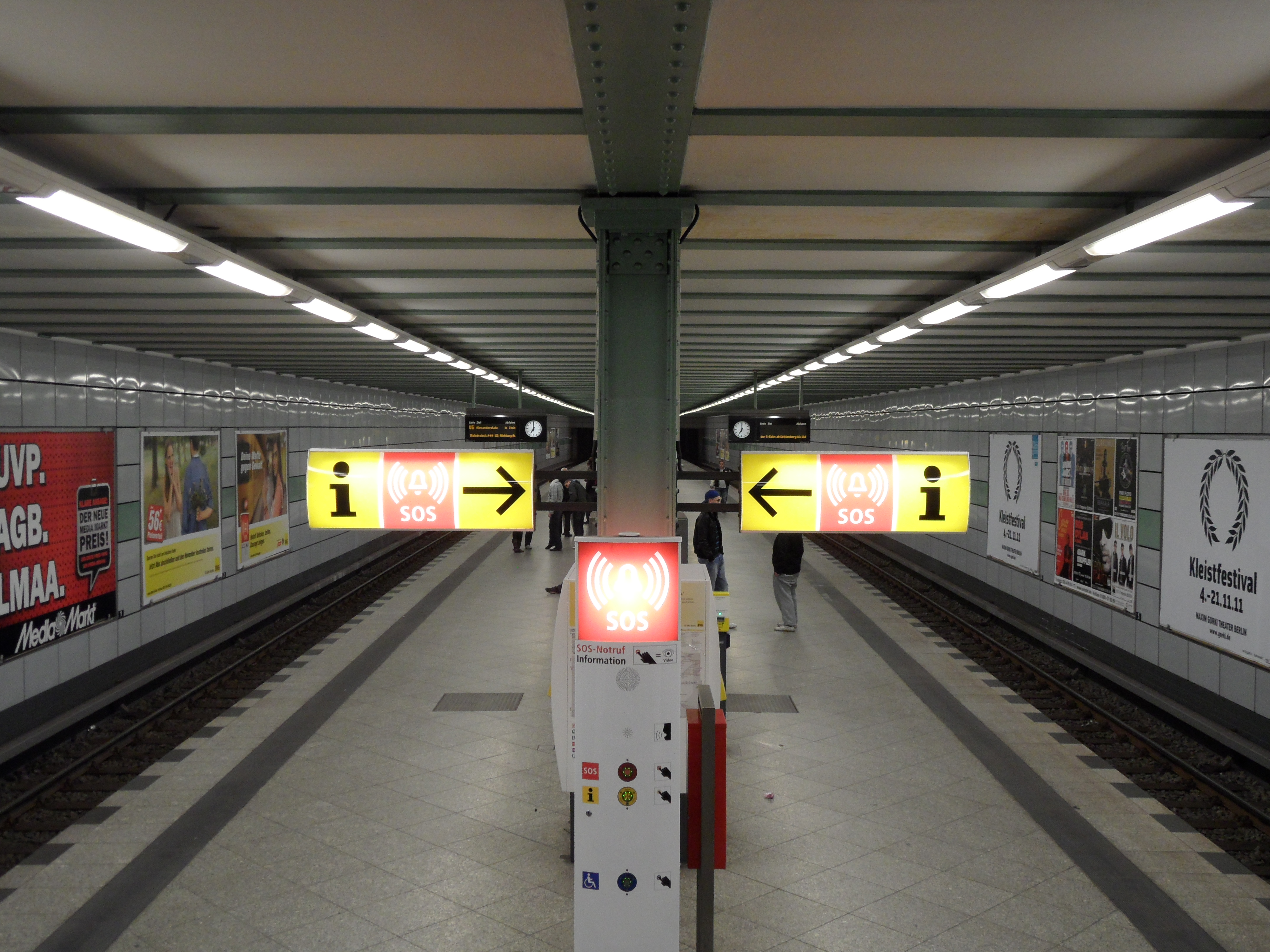
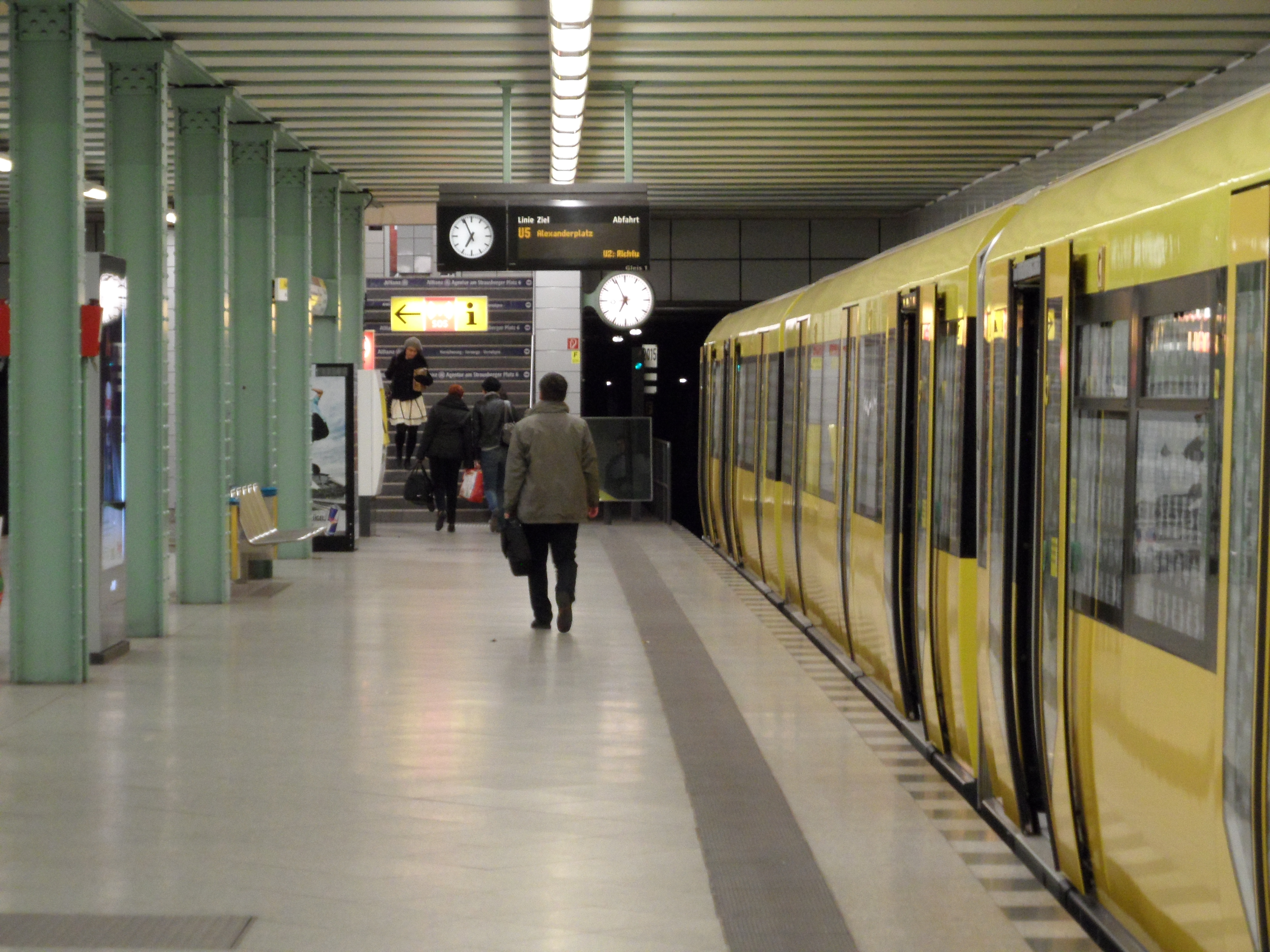

### Intermodalité
Elle est en correspondance avec la ligne d'autobus no 142 de la BVG.